# Load (album)
Load – szósty album studyjny amerykańskiego zespołu muzycznego Metallica, wydany w czerwcu 1996 roku. Początkowo miało to być duże dwupłytowe wydawnictwo, jednak do lutego 1996 roku zespół ukończył tylko połowę z zaplanowanej liczby utworów, więc jego muzycy porzucili koncepcję podwójnego albumu i zamiast tego zdecydowali się wydać dwa osobne wydawnictwa – drugie ukazało się w następnym roku pod tytułem Reload. Mając długość nieco poniżej 80 minut Load jest jak dotąd (stan na 2023 rok) najdłuższym albumem studyjnym Metalliki.
Według danych z kwietnia 2002 roku album sprzedał się w nakładzie 4 682 409 egzemplarzy na terenie Stanów Zjednoczonych.
W Polsce album uzyskał status platynowej płyty.

## Opis albumu
Load był długo oczekiwanym albumem zespołu Metallica, wydanym pięć lat po ostatnim albumie grupy, nazwanym tak samo jak ona. Był wielkim zaskoczeniem dla fanów przez wzgląd na styl i klimat, który raczej nie pasował do wcześniejszych dokonań formacji. W swym brzmieniu zawierał wpływy klasycznego rocka, bluesa, a nawet country. Wiele utworów z płyty zostało wydanych na singlach. Pomimo zarzutów o komercjalizację wiele osób uważa ten album za duże osiągnięcie. Płyta w pierwszym tygodniu od premiery tylko w Stanach Zjednoczonych sprzedała się nakładem 1,4 miliona sztuk.
Na okładce albumu znalazła się wykonana w 1990 roku fotografia Semen and Blood III autorstwa Andresa Serrano, przedstawiająca krowią krew i nasienie Serrano umieszczone pomiędzy dwiema płytkami szkła akrylowego.

## Lista utworów
Opracowano na podstawie materiału źródłowego.
| Nr  | Tytuł utworu           | Autorzy                        | Długość |
| --- | ---------------------- | ------------------------------ | ------- |
| 1.  | „Ain’t My Bitch”       | James Hetfield, Lars Ulrich    | 5:04    |
| 2.  | „2 × 4”                | Hetfield, Ulrich, Kirk Hammett | 5:28    |
| 3.  | „The House Jack Built” | Hetfield, Ulrich, Hammett      | 6:38    |
| 4.  | „Until It Sleeps”      | Hetfield, Ulrich               | 4:27    |
| 5.  | „King Nothing”         | Hetfield, Ulrich, Hammett      | 5:29    |
| 6.  | „Hero of the Day”      | Hetfield, Ulrich, Hammett      | 4:21    |
| 7.  | „Bleeding Me”          | Hetfield, Ulrich, Hammett      | 8:17    |
| 8.  | „Cure”                 | Hetfield, Ulrich               | 4:54    |
| 9.  | „Poor Twisted Me”      | Hetfield, Ulrich               | 4:00    |
| 10. | „Wasting My Hate”      | Hetfield, Ulrich, Hammett      | 3:57    |
| 11. | „Mama Said”            | Hetfield, Ulrich               | 5:19    |
| 12. | „Thorn Within”         | Hetfield, Ulrich, Hammett      | 5:51    |
| 13. | „Ronnie”               | Hetfield, Ulrich               | 5:17    |
| 14. | „The Outlaw Torn”      | Hetfield, Ulrich               | 9:48    |
|     |                        |                                | 1:18:50 |

## Twórcy
Opracowano na podstawie materiału źródłowego.
| Zespół Metallica w składzie - James Hetfield – śpiew, gitara rytmiczna, produkcja muzyczna; gitara prowadząca („The House Jack Built”, „Thorn Within”), gitara akustyczna („Mama Said”), solo gitarowe („The Outlaw Torn” – outro, „2x4” - drugie solo) - Lars Ulrich – perkusja, produkcja muzyczna - Kirk Hammett – gitara prowadząca; gitara rytmiczna („The House Jack Built”, „Thorn Within”) - Jason Newsted – gitara basowa, chórki |  | Inni - George Marino – mastering - Andy Airfix, Andres Serrano – oprawa graficzna - Anton Corbijn – zdjęcia - Paul Decarli, Mike Gillies – edycja cyfrowa - Chris Vrenna – edycja cyfrowa, programowanie - Jason Goldstein – inżynieria dźwięku - Matt Curry, Mike Fraser, Mike Rew – miksowanie - Bob Rock, James Hetfield, Lars Ulrich – produkcja muzyczna - Randy Staub – realizacja nagrań, miksowanie - Brian Joseph Dobbs – realizacja nagrań, inżynieria dźwięku - Kent Matcke – realizacja nagrań |

## Listy sprzedaży
| Lista                     | Kraj              | Pozycja | Status             |
| ------------------------- | ----------------- | ------- | ------------------ |
| Ö3 Austria Top 40         | Austria           | 1       |                    |
| ARIA Charts               | Australia         | 1       |                    |
| Billboard Canadian Albums | Kanada            | 1       | 4x platynowa płyta |
| Suomen virallinen lista   | Finlandia         | 1       | platynowa płyta    |
| IFPI Greece               | Grecja            | 9       |                    |
| MegaCharts                | Holandia          | 1       |                    |
| Recorded Music NZ         | Nowa Zelandia     | 1       |                    |
| VG-Lista                  | Norwegia          | 1       |                    |
| Sverigetopplistan         | Szwecja           | 1       |                    |
| Schweizer Hitparade       | Szwajcaria        | 1       |                    |
| Billboard 200             | Stany Zjednoczone | 1       | 5x platynowa płyta |
| UK Albums Chart           | Wielka Brytania   | 1       | złota płyta        |